# Marco Vasconcelos
Marco Paulo Pereira Vasconcelos (* 7. November 1971 in Funchal) ist ein portugiesischer Badmintonspieler.

## Karriere
Marco Vasconcelos nahm 2000, 2004 und 2008 jeweils im Herreneinzel an Olympia teil. Als bestes Ergebnis erreichte er dabei Platz 17 bei seiner zweiten Teilnahme. In seiner Heimat Portugal wurde er 1990 erstmals nationaler Meister. Im gleichen Jahr siegte er auch bei den Israel International. 2007 wurde er bei den Australian Open Zweiter.

## Sportliche Erfolge
| Saison | Veranstaltung                   | Disziplin    | Platz | Name                                  |
| ------ | ------------------------------- | ------------ | ----- | ------------------------------------- |
| 1990   | Portugal: Einzelmeisterschaften | Herrendoppel | 1     | Ricardo Fernandes / Marco Vasconcelos |
| 1990   | Israel International            | Herrendoppel | 1     | Ricardo Fernandes / Marco Vasconcelos |
| 1996   | Portugal: Einzelmeisterschaften | Herrendoppel | 1     | Hugo Rodrigues / Marco Vasconcelos    |
| 2000   | Portugal: Einzelmeisterschaften | Herrendoppel | 1     | Hugo Rodrigues / Marco Vasconcelos    |
| 2000   | Portugal: Einzelmeisterschaften | Herreneinzel | 1     | Marco Vasconcelos                     |
| 2000   | Portugal: Einzelmeisterschaften | Mixed        | 1     | Hugo Rodrigues / Marco Vasconcelos    |
| 2000   | Olympia                         | Herreneinzel | 33    | Marco Vasconcelos                     |
| 2001   | Portugal: Einzelmeisterschaften | Herreneinzel | 1     | Marco Vasconcelos                     |
| 2001   | Portugal: Einzelmeisterschaften | Herrendoppel | 1     | Hugo Rodrigues / Marco Vasconcelos    |
| 2002   | Portugal: Einzelmeisterschaften | Herreneinzel | 1     | Marco Vasconcelos                     |
| 2002   | Portugal: Einzelmeisterschaften | Herrendoppel | 1     | Hugo Rodrigues / Marco Vasconcelos    |
| 2003   | Portugal: Einzelmeisterschaften | Herreneinzel | 1     | Marco Vasconcelos                     |
| 2004   | Portugal: Einzelmeisterschaften | Herrendoppel | 1     | Hugo Rodrigues / Marco Vasconcelos    |
| 2004   | Portugal: Einzelmeisterschaften | Herreneinzel | 1     | Marco Vasconcelos                     |
| 2004   | Dutch International             | Herreneinzel | 2     | Marco Vasconcelos                     |
| 2004   | Olympia                         | Herreneinzel | 17    | Marco Vasconcelos                     |
| 2005   | Portugal: Einzelmeisterschaften | Herrendoppel | 1     | Hugo Rodrigues / Marco Vasconcelos    |
| 2005   | Portugal: Einzelmeisterschaften | Herreneinzel | 1     | Marco Vasconcelos                     |
| 2006   | Portugal: Einzelmeisterschaften | Herrendoppel | 1     | Alexandre Paixão / Marco Vasconcelos  |
| 2006   | Iceland International           | Herreneinzel | 2     | Marco Vasconcelos                     |
| 2007   | Samoa International             | Herreneinzel | 1     | Marco Vasconcelos                     |
| 2007   | Australian Open                 | Herreneinzel | 2     | Marco Vasconcelos                     |
| 2007   | Fiji International              | Herreneinzel | 1     | Marco Vasconcelos                     |
| 2008   | Olympia                         | Herreneinzel | 33    | Marco Vasconcelos                     |